# 河东之战
河东之战，唐肃宗至德二载（757年）二月，唐朝兵部尚书、朔方节度使郭子仪率兵取河东（今山西永济西南蒲州镇），击败叛军崔乾祐部的作战。
757年正月，安庆绪杀其父安禄山，自立为帝。唐肃宗乘叛军内讧，准被收复西京长安、东京洛阳两京。郭子仪认为，河东地处洛阳、长安之间，取得河东，就可威摄潼关，切断两京的联系，然后两京可图。当时，据守河东的是叛将崔乾祐。为了配合唐军行动，郭子仪派心腹郭怀文，郭俊等秘密潜入河东联络陷于叛军中的唐朝官兵，约期为唐军内应。二月，郭子仪自洛交（今陕西省富县）率军直指河东，分兵攻取冯翊（今陕西大荔县）。十一日夜，河东司户韩旻等翻越河东城，迎接军，郭子仪在韩旻等引导下，率军摸黑前进。至河东城下，举火为号，里应外合，郭俊等从城内杀出，官军由城外杀入，歼灭守城叛军近千人，迅速攻占河东。崔乾祐在梦中惊醒，越城逃往城北，率领驻扎在城北的叛军反攻。郭子仪命其子郭旰和部将仆固怀恩等领兵出击，大败叛军。崔乾祐率部东逃，郭子仪乘胜追击，歼敌四千人，俘虏五千人。崔乾祐率残部逃到安邑（今山西运城东北）城下喊门，安邑百姓打开城门。叛军将士又饥又累，争先拥入城内。队伍只进到了一半，门闸突然落下，早已埋伏在内的百姓冲杀出来，将入城叛军全歼。崔乾祐在城外，见状掉转马头，往南经白迳岭（今山西平陆西北）逃走，郭子仪顺利地攻占了河东。此战，郭子仪采用里应外合与突然袭击相结合，攻敌不备，从而成功。